# Ornithogalum maculatum
Ornithogalum maculatum là một loài thực vật có hoa trong họ Măng tây. Loài này được Jacq. mô tả khoa học đầu tiên năm 1789.

## Hình ảnh

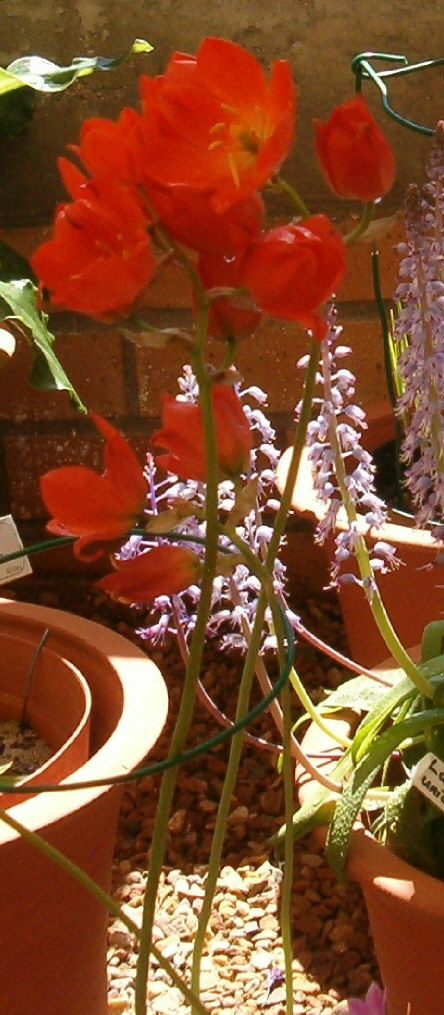
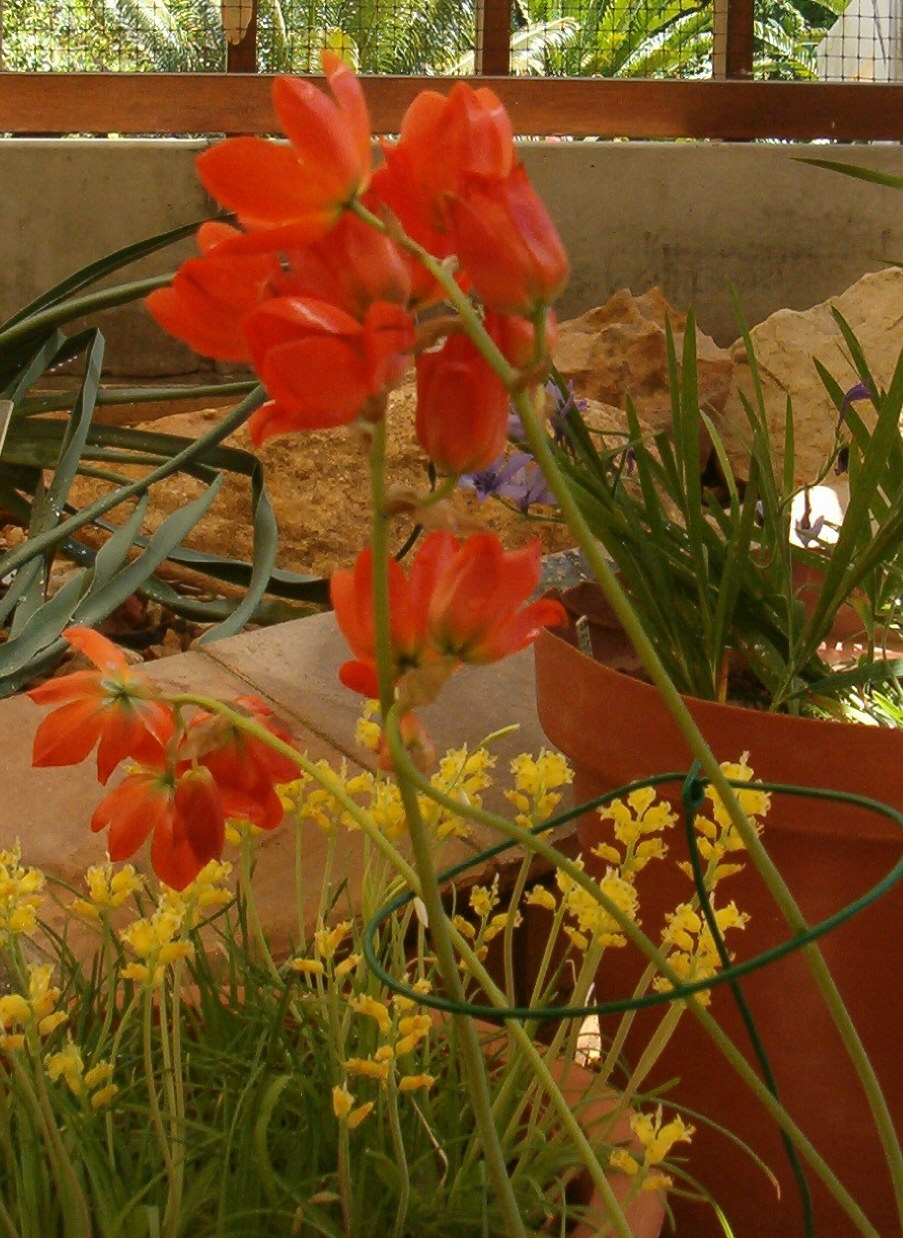
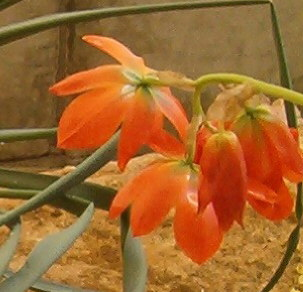
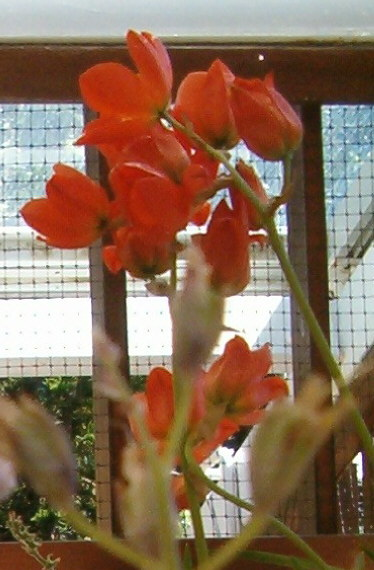